# Parc provincial du Whiteshell
Le parc provincial du Whiteshell (anglais : Whiteshell Provincial Park) est un parc provincial situé au sud-est du Manitoba au Canada.  Le parc de 2 720,90 km2 créé en 1961 a pour mission de protéger un élément représentatif de la section du lac des Bois des basses-terres du Manitoba.

## Géographie
Whiteshell est situé dans le bouclier canadien.

## Flore
La forêt du Whiteshell est typique de la forêt boréale. Les forêts sont peuplées en majorité d'épinette noire, d'épinette blanche et de sapin baumier, entremêlés de peuplier faux-tremble et de peuplier baumier. On y trouve aussi de nombreuses tourbières constituées de mélèze laricin et d'épinette noire.